# 스테판 브리제
스테판 브리제(Stéphane Brizé, 1966년 10월 18일 ~ )는 프랑스의 영화 감독, 영화 제작자, 영화 각본가, 배우이다.

## 작품 목록
- 블루 도마쥐 (1999)
- 사랑 때문에 있는 게 아니야 (2005)
- Entre adultes (2006)
- 마드무아젤 샹봉 (2009)
- 어 퓨 아워스 오브 스프링 (2012)
- 아버지의 초상 (2015)
- 여자의 일생 (2016)
- 앳 워 (Un Autre Monde, 2018)